# Keito Kumashiro
Keito Kumashiro (japanisch 神代 慶人 Kumashiro Keito; * 25. Oktober 2007 in Kumamoto, Präfektur Kumamoto) ist ein japanischer Fußballspieler.

## Karriere

### Verein
Keito Kumashiro erlernte das Fußballspielen in der Jugend von Roasso Kumamoto. Hier unterschrieb er am 1. Februar 2024 auch seinen ersten Vertrag. Der Verein aus Kumamoto spielt in der zweiten Liga, der J2 League. Sein Zweitligadebüt gab er am 20. März 2024 (5. Spieltag) im Auswärtsspiel gegen Vegalta Sendai. Bei dem 0:0-Unentschieden wurde er in der 84. Minute für Shun Itō eingewechselt.

### Nationalmannschaft
Keito Kumashiro spielte 2023 fünfmal für die japanische U16-Nationalmannschaft. Hierbei schoss er drei Tore.